# Saison 1977-1978 du Paris Saint-Germain
Maillots
Chronologie
Saison précédente Saison suivante
La saison 1977-1978 du Paris Saint-Germain est la 8e saison de son histoire et la 5e en première division.
Lors de cette saison, Daniel Hechter, qui a dessiné le maillot historique du club lors de son arrivée en 1973, est écarté de la présidence en janvier 1978 à la suite du scandale de la double billetterie du Parc des Princes. Il est alors remplacé par le souriant Francis Borelli.

## Compétitions

### Championnat
La saison 1977-1978 de Division 1 est la quarantième édition du Championnat de France de football. La division oppose vingt clubs en une série de trente-huit rencontres. Les meilleurs de ce championnat se qualifient pour les coupes d'Europe que sont la Coupe des clubs champions européens (le vainqueur), la Coupe UEFA (les deux suivants) et la Coupe des vainqueurs de coupe (le vainqueur de la Coupe de France). Le Paris Saint-Germain participe à cette compétition pour la cinquième fois de son histoire.

#### Classement final
Le Paris Saint-Germain termine onzième avec 14 victoires, 8 matchs nuls et 16 défaites. Une victoire rapportant deux points et un match nul un point, le PSG totalise donc 36 points. Grâce aux performances exceptionnelles de Carlos Bianchi, leur buteur argentin, les parisiens possèdent la deuxième meilleure attaque du championnat, mais à cause de leur mauvaise défense, les parisiens ne peuvent obtenir mieux qu'une place dans le ventre mou.

### Coupe de France
La Coupe de France 1977-1978 est la 61e édition de la Coupe de France, une compétition à élimination directe mettant aux prises tous les clubs de football amateurs et professionnels à travers la France métropolitaine et les DOM-TOM. Elle est organisée par la FFF et ses ligues régionales.
C'est l'AS Nancy-Lorraine qui remportera cette édition de la coupe de France en battant sur le score de un but à zéro l'OGC Nice.